# Chiesa di Sant'Agnese (Montepulciano)
La chiesa di Sant'Agnese è un luogo di culto cattolico di Montepulciano, in provincia di Siena e nella diocesi di Montepulciano-Chiusi-Pienza.

## Storia
Una chiesetta fu eretta dal 1306 per volere della badessa poliziana Agnese, fuori le mura nei pressi della Porta al Prato, e originariamente con la facciata rivolta a ovest, verso l'attuale via Calamandrei. Il terreno era stato acquistato dal Comune per 1200 fiorini. L'antico portale in pietra arenaria, tamponato, venne rinvenuto casualmente nel 1951 dietro l'altare laterale di santa Rosa da Lima.
Alla posa della prima pietra presiedette fra Bonaventura Forteguerri da Pistoia, priore del convento di Santa Maria dei Servi incaricato dal vescovo di Arezzo Ildebrandino Guidi di Romena. La prima titolazione fu legata alla Madonna e, per distinguere l'edificio dalla cattedrale, fu dedicato a "Santa Maria Novella". Le suore di sant'Agnese nel 1439 si trasferirono ad Orvieto, lasciando il loro convento ai padri domenicani, che lo ingrandirono, ed ampliarono la chiesa rivolgendo la facciata verso sud, come è ancora oggi. 
Alla fine del Seicento la chiesa fu radicalmente ristrutturata, su disegno dell'architetto poliziano Gregorio Monterchi, e riconsacrata nell'anno 1700. 
Il convento fu soppresso tre volte: da Pietro Leopoldo, dai Francesi e invine dal Regno d'Italia. Ogni volta però la comunità venne richiamata, l'ultima nel 1925 dal vescovo Giuseppe Batignani. Infine nel 1956 il convento, di proprietà comunale, venne riscattato e donato all'Ordine dal benefattore Michelangelo Virgillito.

## Descrizione

### Esterno
La facciata conserva il portale trecentesco mentre l'intonaco e le altre parti ornamentali vennero realizzate tra il 1916 e il 1926. Il rosone, con la figura di sant'Agnese che regge un agnello, una croce e un giglio, fu realizzata nel 1539 da Maestro Bano di Michelangelo da Cortona. La lunetta in mosaico risale al 1939
La torre campanaria in mattoni risale al 1764, dopo che un fulmine aveva distrutto quello del 1704, che sostituiva a sua volta quello del 1455.

### Interno

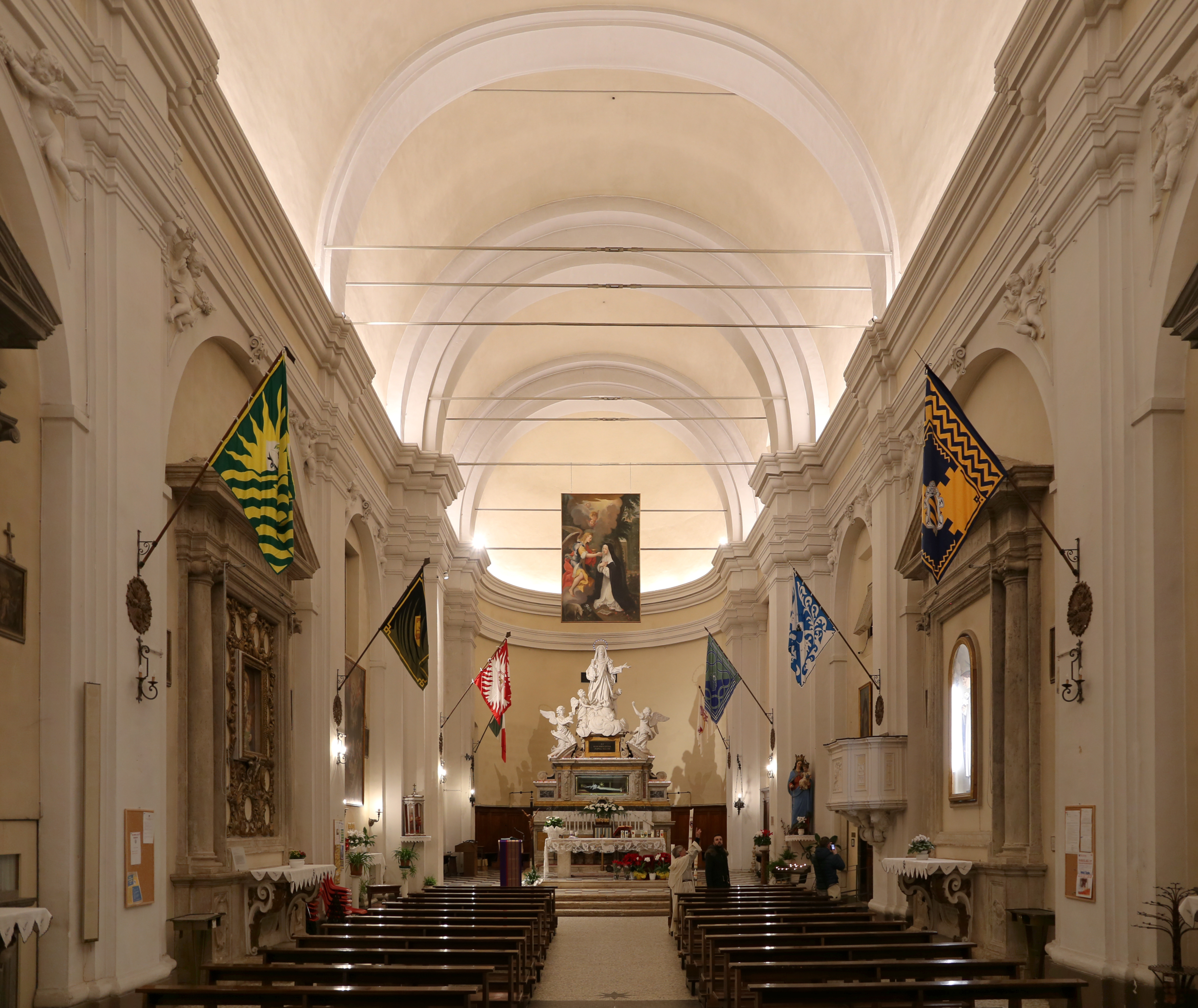
Interno

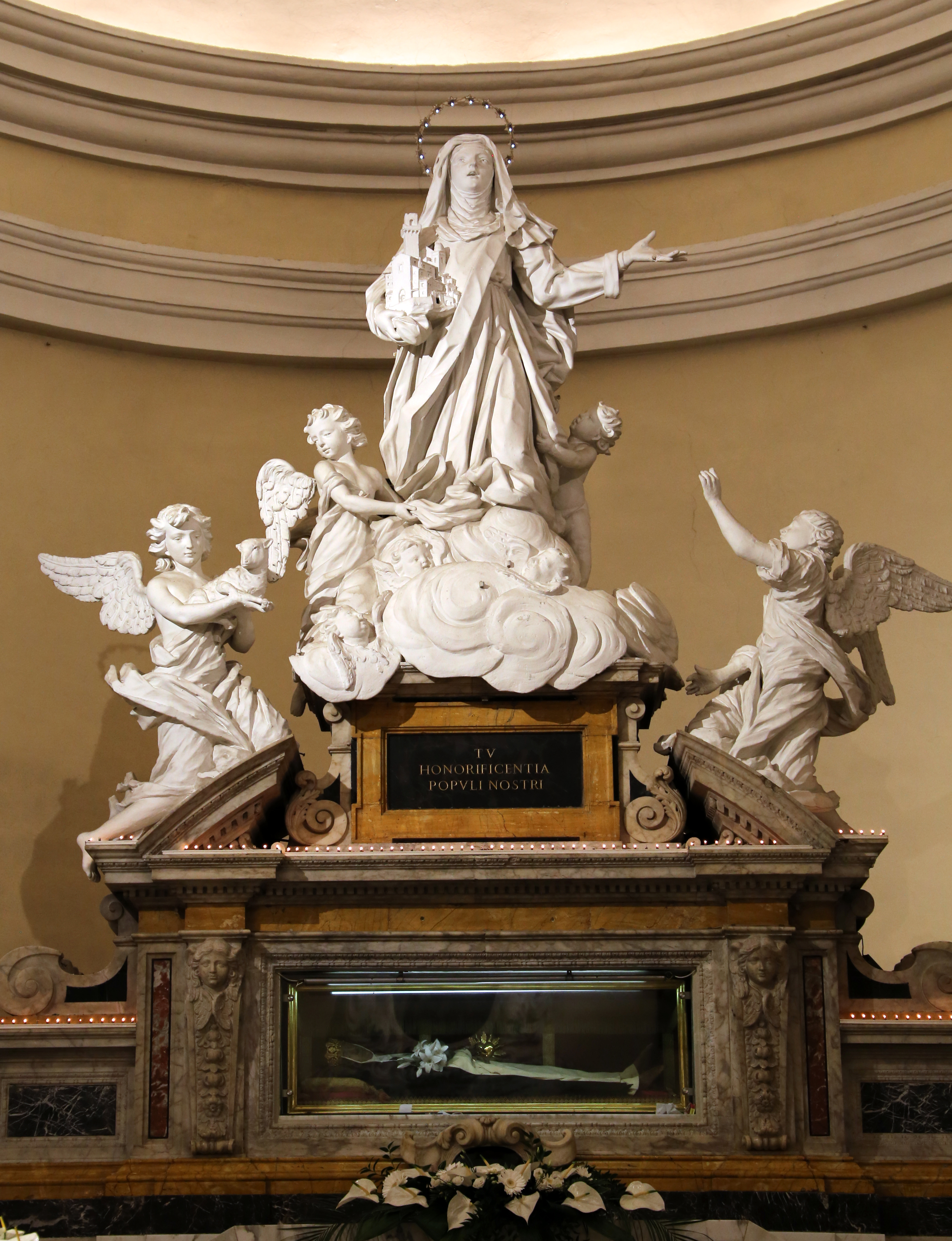
Sepolcro di sant'Agnese

L'interno è a navata unica (lunga 38,20. larga 11,15 e alta 16 metri) coperta a botte e movimentata da semipilastri che delimitano gli arconi sopra gli altare laterali e reggono un doppio cornicione decorativo, che continua anche nell'abside semicircolare. 
In controfacciata campeggia un ovale in stucco, con al centro una tela del XVIII secolo con Sant'Agnese che riceve dalla Madonna le pietre per edificare la chiesa di Montepulciano, con anche una lapide che ricorda la storia dei restauri della chiesa. Più in alto due tele dell'Angelo annunciante e della Vergine annunciata, di autore ignoto del XVII secolo.
Ai lati si trovano due cappelle laterali, vicino alla facciata, e quattro altari, uguali per dimensione, in pietra serena o in travertino. La prima cappella a destra, detta della Madonna degli Zoccoli, conserva un affresco trecentesco con la Madonna col Bambino della scuola di Simone Martini. L'opera venne portata dai francescani del convento di Zoccoli in Fontecastello quando subentrarono temporaneamente ai Domenicani dopo le soppressioni leopoldine nel 1787. Venne collocata in una cappella del 1564, restaurata nel 1708 con una cupoletta affrescata e leggeri stucchi rococo per ospitare una perduta pala di Pietro Nelli.
Seguono l'altare san Michele, con una grande pala di un seguace di Francesco Curradi (Madonna in gloria coi santi Michele, Paolo e la decollazione del Battista), quello della Madonna del Rosario (già di san Domenico), il pulpito con stucchi del 1709 e un quadro di San Domenico di Soriano di Silvio Castellucci (1625)
Sul lato sinistro invece, sempre dalla controfacciata, si incontra per prima la cappella del Crocifisso, con una croce lignea di scuola tedesco-renana del XIII secolo e che la tradizione riferisce essere quello adorato da sant'Agnese, col quale ebbe alcune visioni miracolose. Oggi la cappella è decorata ai caduti della prima guerra mondiale. Seguono l'altare di santa Rosa da Lima, con pala di scuola fiorentina del 1670 circa (Santa Rosa da Lima dona un fiore a Gesù Bambino retto da Maria), l'altare della Madonna del Latte, con affresco di scuola senese del 1450 circa (i quindici misteri del Rosario che trovavano posto nella cornice intagliata furono trafugati alla fine del XX secolo), e l'altare del Santissimo Sacramento, con ciborio.
Alle spalle dell'altare maggiore, entro un monumentale sepolcro in marmi policromi si conserva il corpo della santa domenicana; esso è sormontato dal gruppo scultoreo di Sant'Agnese e angeli del 1702 di Bernardo Ripa su disegno di Andrea Pozzo.

### Sagrestia
La sagrestia custodisce una nicchia con una statua in gesso di Sant'Agnese che calpesta il leone, degli stessi stuccatori che decorarono la chiesa a inizio del Settecento. L'iscrizione chiarisce come il leone alluda al peccato che la santa scacciò edificando la chiesa sul sito di una casa di peccato. 
Vi sono inoltre conservatio sei reliquiari in una nicchia nella parete e tre quadri di autori ignoti (Flagellazione, San Vincenzo Ferer e la Madonna delle Grazie), dei secoli XVII o XVIII.

### Cella di sant'Agnese

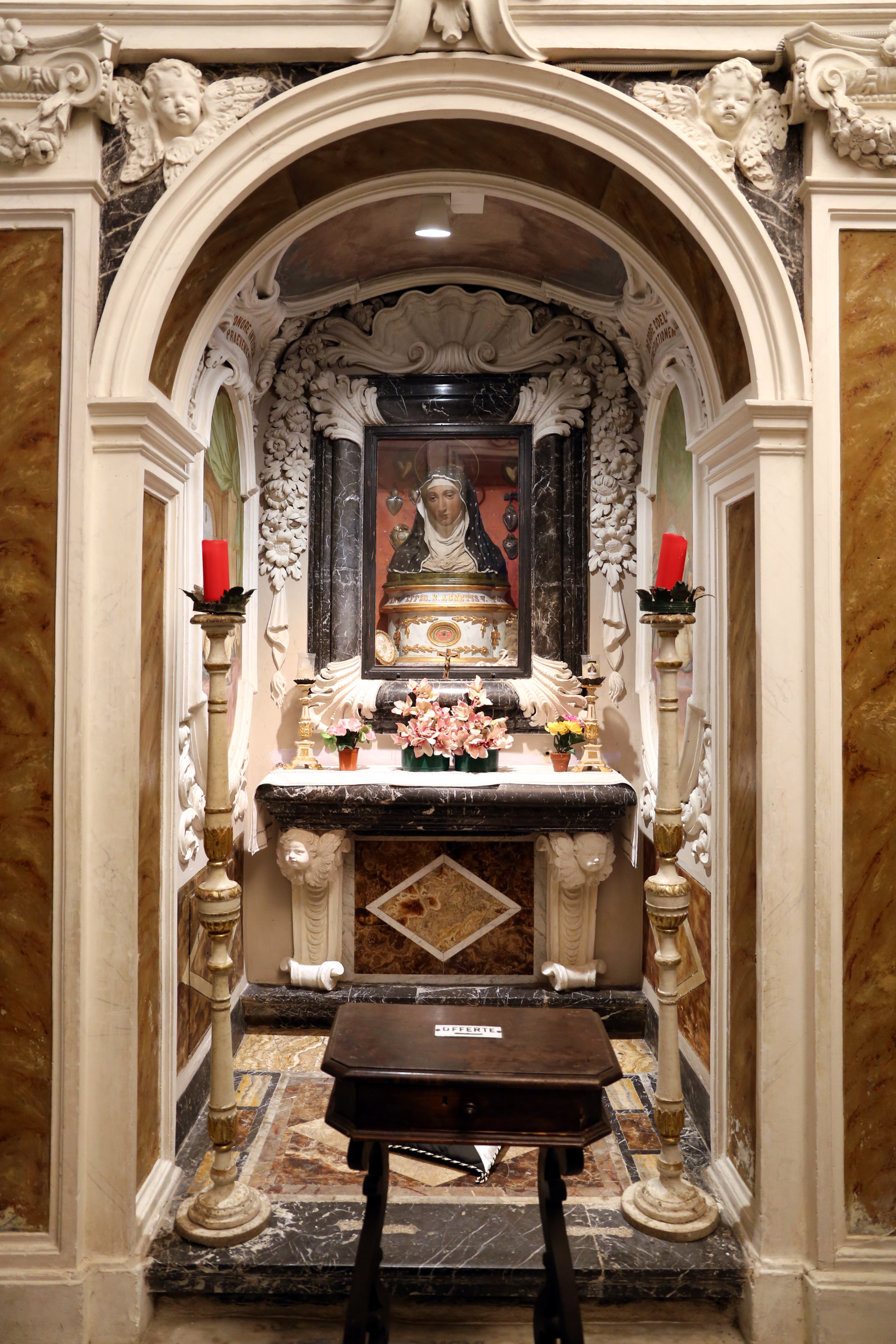
La cella di sant'Agnese

A destra, in fondo alla sagrestia, si accede a tre vani dove visse sant'Agnese. Nel primo atrio si conservano alcuni dipinti in tela e un paliotto ricamato nel 1936. Spicca però il grande affresco del Trasporto del corpo di sant'Agnese, evento avvenuto nel 1554 quando i Montepulcianesi trasferirono per precauzione il corpo all'interno delle mura durante alcune schermaglie contro l'esercito senese, ma il giorno dopo le reliquie erano miracolosamente tornate al loro posto. Si tratta di un'opera del XVII secolo forse di Ulisse Giocchi, che lavorò anche al chiostro.
Segue la cella della santa, oggi trasformata in cappella. Qui Agnese morì, e qui fu conservato il suo corpo per 250 anni. Nel 1704 fu abbellita di stucchi, e di pitture di Nicola Nasini, che mostrano alcuni miracoli della santa. Inoltre sono qui conservati i più importanti reliquiari della santa, che conservano la crocetta che ricevette da Gesù Bambino durante una visione, la "manna" e l'olio profumato che scaturì dal suo corpo.
Infine si trova la cappella del Rosario, con alcuni dipinti che ricordano avvenimenti della vita della santa e altri oggetti legati al suo culto. Più avanti un altro vano, già cappella aperta sul santuario, oggi murata: vi si trova un dipinto di Niccolò Betti (Adorazione dei pastori) e uno di Giuseppe Curradi (Madonna col Bambino, angeli e santi). Qui anche il sarcofago che dal 1539 al 1669 conservò il corpo della santa.

### Chiostro

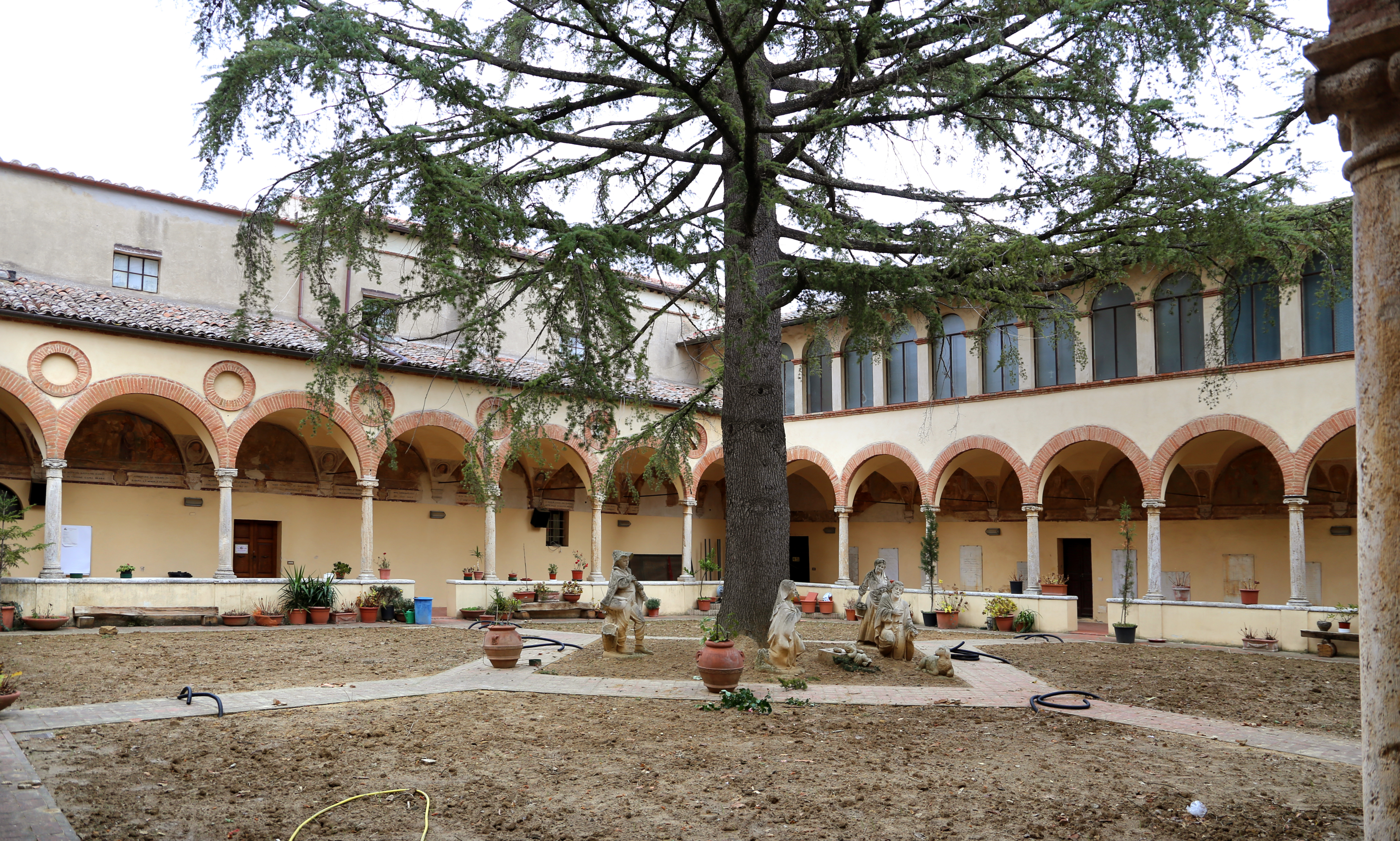
Il chiostro

Il chiostro attuale, porticato su quattro lati, è frutto di molteplici ristrutturazioni e ampliamenti. Ai tempi di sant'Agnese era molto più piccolo, e fu rifatto con colonne di travertino ed arcate a tutto sesto nel XVI secolo (lato della sagrestia e lato sud), poi nel 1617 e nel 1632 (altri due lati). 
La decorazione delle lunette ebbe inizio sui lati più antichi al principio del XVII secolo, ad opera del pittore Ulisse Giocchi, con storie della vita e de miracoli della santa. Seguirono altre lunette di pittori locali, tra cui un certo Marcellino (1617) e Ottavio Capponi (1632). Restauri si ebbero fino al 1726, e di nuovo nel 1952, quando si liberarono le colonne dalle sovrastrutture che le coprivano.